# Salt amb esquís als Jocs Olímpics d'hivern de 2014
Als Jocs Olímpics d'Hivern de 2014, que se celebraren a la ciutat de Sotxi (Rússia), es disputaren quatre proves de salt amb esquís, tres d'elles en categoria masculina i, per primera vegada, una prova en categoria femenina.
La competició tingué lloc entre els dies 8 i 17 de febrer de 2014 a les instal·lacions esportives del Centre de Salts RusSki Gorki (Kràsnaia Poliana).

## Calendari
Els temps són UTC+04:00.
| Data         | Hora  | Prova                           |
| ------------ | ----- | ------------------------------- |
| 8 de febrer  | 20:30 | Qualificació salt curt (homes)  |
| 9 de febrer  | 21:30 | Salt curt (homes)               |
| 11 de febrer | 21:30 | Salt curt (dones)               |
| 14 de febrer | 21:30 | Qualificació salt llarg (homes) |
| 15 de febrer | 21:30 | Salt llarg (homes)              |
| 17 de febrer | 21:15 | Salt llarg per equips           |

## Participants
Hi participaren un total de 100 esquiadors de 20 Comitès Nacionals diferents:
| - Alemanya (9) - Àustria (7) - Bulgària (1) - Canadà (6) - Corea del Sud (4) - Eslovènia (9) - Estats Units (7) - Estònia (2) - Finlàndia (6) - França (5) | - Grècia (1) - Itàlia (5) - Japó (8) - Kazakhstan (2) - Noruega (9) - Polònia (5) - Txèquia (5) - Romania (1) - Rússia (6) - Suïssa (3) |

## Resum de medalles

### Categoria masculina
| Prova                          | Or                                                                        | Argent                                                                                | Bronze                                                         |
| Salt amb esquís 90 m. Detalls  | Kamil Stoch                                                               | Peter Prevc                                                                           | Anders Bardal                                                  |
| Salt amb esquís 120 m. Detalls | Kamil Stoch                                                               | Noriaki Kasai                                                                         | Peter Prevc                                                    |
| Prova per equips Detalls       | AlemanyaAndreas Wank · Marinus Kraus · Andreas Wellinger · Severin Freund | ÀustriaMichael Hayböck · Thomas Morgenstern · Thomas Diethart · Gregor Schlierenzauer | JapóReruhi Shimizu · Taku Takeuchi · Daiki Ito · Noriaki Kasai |

### Categoria femenina
| Prova                         | Or          | Argent                 | Bronze        |
| Salt amb esquís 90 m. Detalls | Carina Vogt | Daniela Iraschko-Stolz | Coline Mattel |

## Medaller
| Pos. | País      | Or | Plata | Bronze | Total |
| 1    | Alemanya  | 2  | 0     | 0      | 2     |
| 1    | Polònia   | 2  | 0     | 0      | 2     |
| 3    | Àustria   | 0  | 2     | 0      | 2     |
| 4    | Japó      | 0  | 1     | 1      | 2     |
| 4    | Eslovènia | 0  | 1     | 1      | 2     |
| 6    | França    | 0  | 0     | 1      | 1     |
| 6    | Noruega   | 0  | 0     | 1      | 1     |
|      | Total     | 4  | 4     | 4      | 12    |